# Abadía de Admont

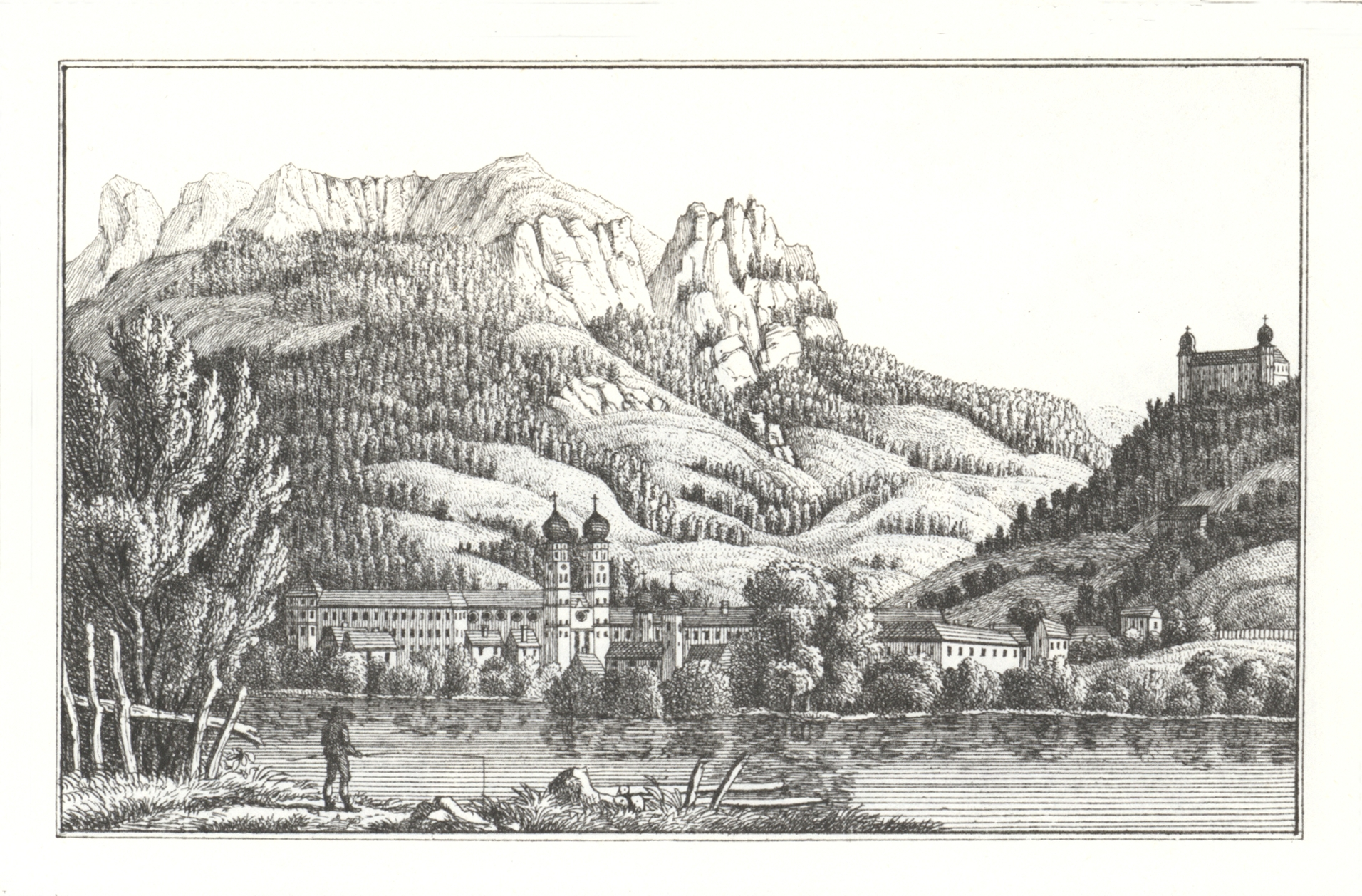
Abadía de Admont, 1830, lith. Kaiser, Graz.

La abadía de Admont (en alemán «Stift Admont») es el monasterio más antiguo existente en toda Estiria, Austria y posee a su cargo 27 iglesias. Fue fundado en el año 1074 por el Arzobispo Gebhard de Salzburgo con la aprobación de Santa Emma de Gurk, es una abadía de la orden benedictina. Se encuentra a la ribera del río Enns y aproximadamente a 75 kilómetros al sur de Linz, en sus bordes se encuentra el Parque nacional Gesäuse.

## Historia
Se considera que Santa Emma de Gurk, condesa de Friesach y Zelschach, es la fundadora ya que a su ingreso en el convento de Gurk, donó esas tierras para la construcción de un monasterio, pero la construcción no comenzó hasta el año 1072, luego de más de dos décadas de fallecida. La abadía fue consagrada en 1074 por el arzobispo Gebhard von Helfenstein de Salzburgo en honor a San Blas. El primer abad de la misma sería Insigrin.
La abadía tomaría rápidamente importancia y se convertiría en uno de los lugares monásticos más importantes del sur de Alemania y Austria. Gracias a la escuela de escritura, Admont se convertiría en uno de los centros culturales y espirituales de la Edad Media.
En el año 1120 se adiciona en la abadía un convento de monjas, que ganaría reputación por su alto nivel educativo y sus actividades literarias. El declive comenzaría en el siglo XIII a causa de las guerras locales. El Abad Henry VII (1275-1297) comenzaría la restauración de la abadía que sería finalizada por Engelbert (1297-1331).
La cruz gótica de la capilla fue realizada por Andreas Lackner en 1518. Y en el altar lateral se colocó la famosa Virgen de Admont realizada en el año 1310, actualmente en el lugar se puede ver la réplica ya que la original se encuentra en el museo Joanneum de la ciudad de Graz.

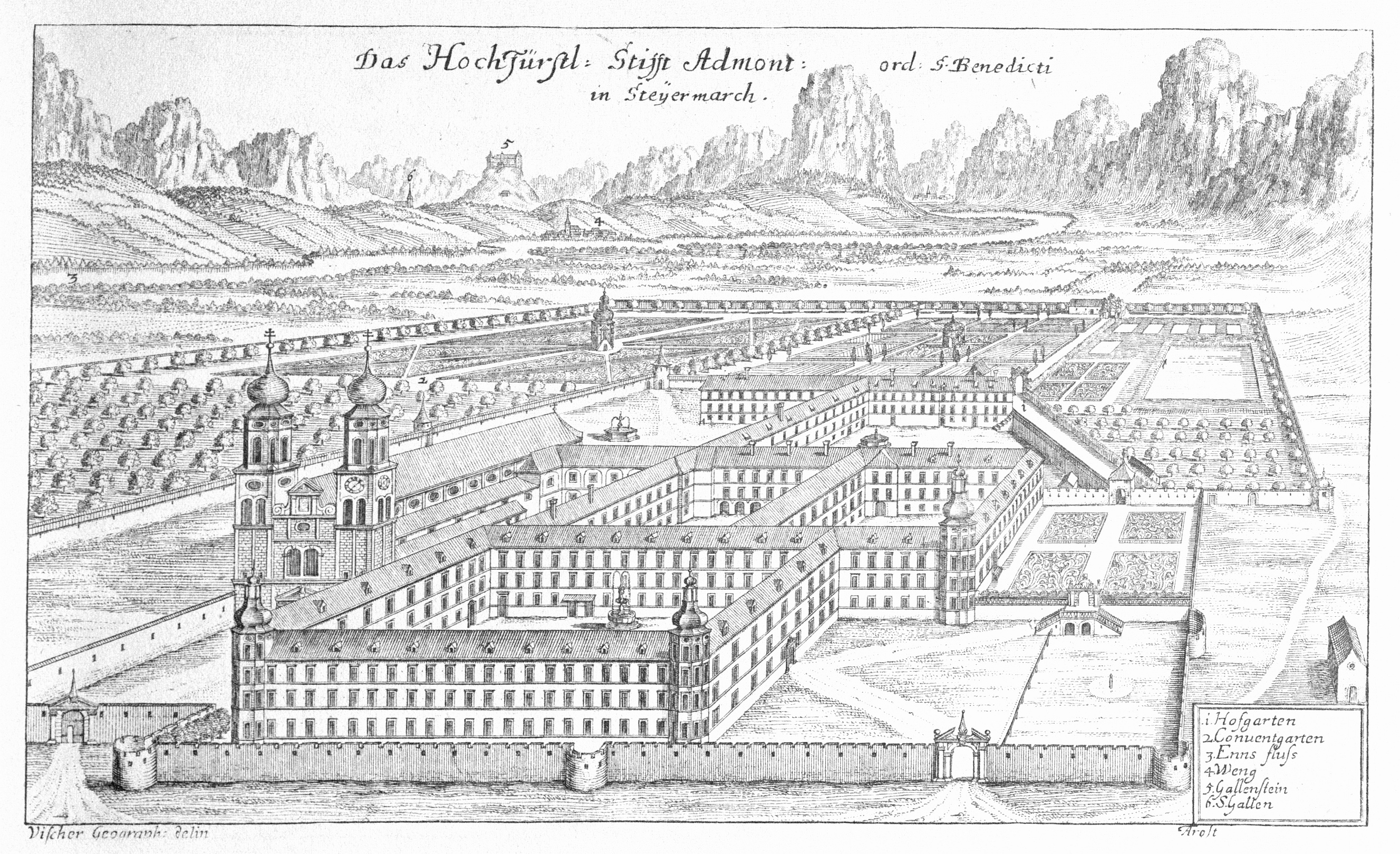
Abadía de Admont en 1681.

En 1644 se le adiciona un colegio secundario y en el mismo siglo una escuela de bordados, esta última sería dirigida por el hermano Benno Haan, produciendo una excelente calidad de textiles litúrgicos de estilo barroco.
El altar de la iglesia dedicado a la Virgen María, tiene una pintura barroca de María Inmaculada de 1726 realizada por Martino Altomonte. El marco de la misma contiene quince medallas del rosario esculpidas por Josef Stammler, quien además realizó la talla de las figuras del pesebre entre 1755 y 1756.
En 1735, el arquitecto Gotthard Hayberger comenzaría una completa restauración de la abadía, labor que sería continuada por Joseph Hueber. La biblioteca de la abadía fue encargada por el abad Matthäus Offner y construida por Josef Hueber, obra que sería terminada en el año 1776. Los frescos realizados en el techo pertenecen a Martino Altomonte, realizados entre 1775 y 1776, marcados por la época de la Ilustración. Stammler participaría también de este proyecto, creando el tallado en la biblioteca.
En 1865 un incendio consumió casi por completo a la abadía, exceptuando a la biblioteca, posteriormente sería nuevamente reconstruido a la forma en que se lo conoce hoy en día.
En la década de 1930 y durante el período de la depresión económica, la abadía para sostenerse debió vender varias obras de arte, en el año 1939 sería expropiada por los nazis y recuperada en 1945.

## Subdivisiones

### Biblioteca

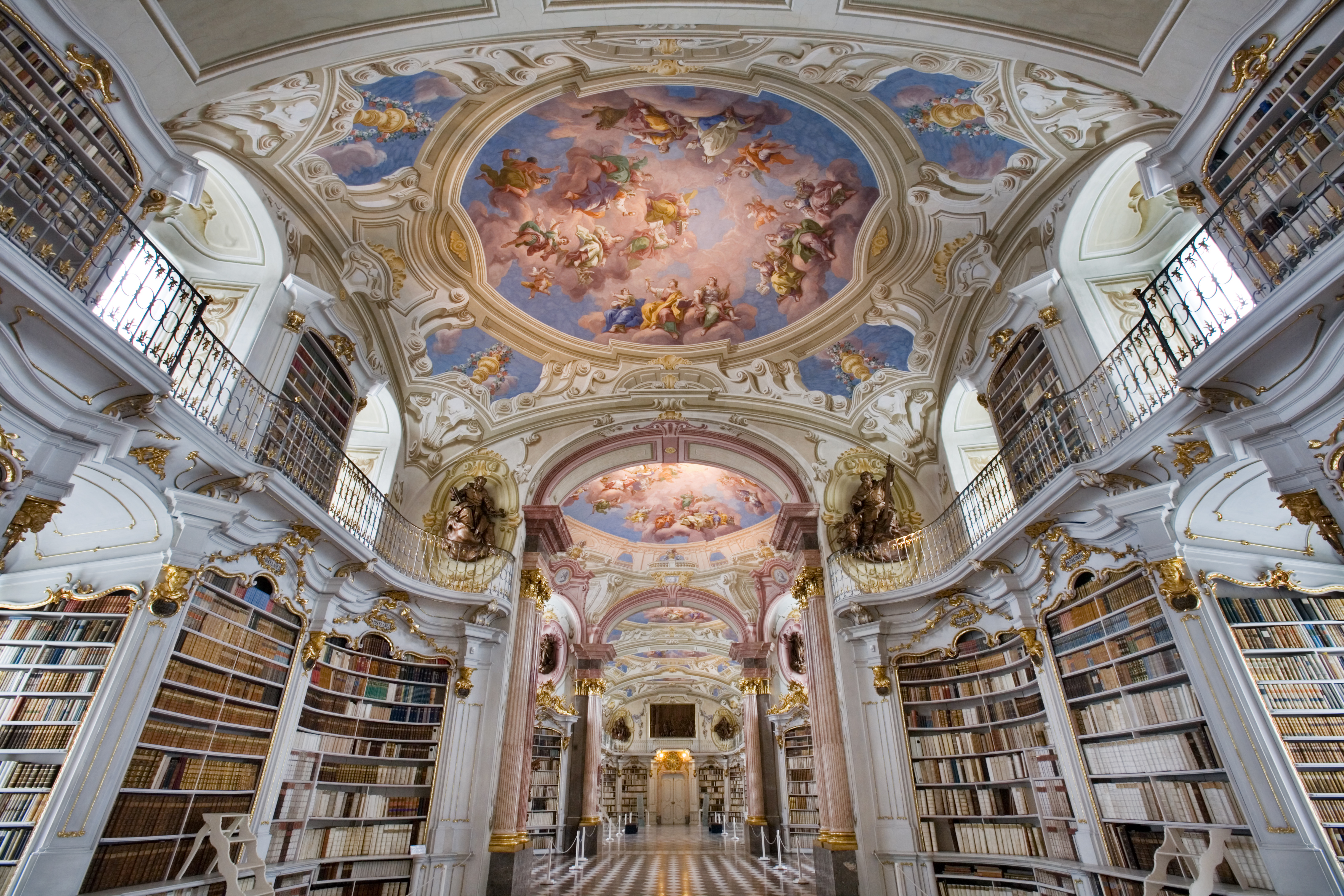
Interior de la Biblioteca de Admont.

Desde que se fundó la Abadía de Admont en 1074 se fueron recolectando y conservando bienes culturales, es por ello que la biblioteca cobró suma importancia y a principios del siglo XIX se la empezó a considerar como la "octava maravilla del mundo". La colección total de libros consta de 200.000 volúmenes: 1.400 manuscritos son del siglo VIII y 530 libros son los primeros impresos antes del año 1500.

### Museos
Desde 1997 nació en la abadía el «Museo de Arte Contemporáneo», con unas 350 obras de más de 150 artistas organizadas por temas para alternar las exposiciones. En los últimos años, fotógrafos como Erwin Wurm, Rudi Molacek y Lois Renner fueron invitados para sumar nuevos trabajos al museo. Como complementario a éste, el programa denominado "Artist in Residence" invita a los artistas a que realicen obras inspiradas en la abadía y sus trabajos son etiquetados con el texto "Made for Admont" pasando a formar parte de la colección.
Además se puede encontrar el «Museo de Historia Natural» que cuenta con la colección de insectos más grande de toda Austria. El taller del museo está dedicado a los niños, para fomentar el conocimiento a través de la creatividad y además a conocer la historia de la abadía.